# Ranefer
| D21 · D36 | nfr |

| D21 · D36 | nfr |

Ranefer (fl. XXVII secolo a.C.) è stato verosimilmente un principe egizio della IV dinastia, figlio del re Snefru, diretto successore del re Huni (III dinastia) e primo re della IV, e, verosimilmente, della sposa reale Hetepheres I.
Figlio, e successore, di Snefru fu Cheope che, con le sorelle Hetepheres A e Nefertnesu A sono gli unici che, nei testi dedicatori delle relative tombe, riferiscono esplicitamente la discendenza da Snefru ed Hetepheres I. Così non risulta per Ranefer, titolare della tomba n.ro 9 della necropoli di Meidum, e di quelli che, con identificazione non univocamente accettata per l'usanza di denominare encomiasticamente "figlio del re" anche chi non lo era effettivamente, sono considerati i suoi fratelli e sorelle tra cui figurano: lo stesso Cheope; Meryetyotes I e Henutsen (entrambe spose di Cheope); Netjeraperef; Khanefer; Ankhhaf, che avrebbe sposato la sorella Hetepheres A; Iynefer A; Rahotep A, che avrebbe sposato la sorella Nofret A; Nefermaat; Nefertnesu A; Neferkhau A.

## Tomba

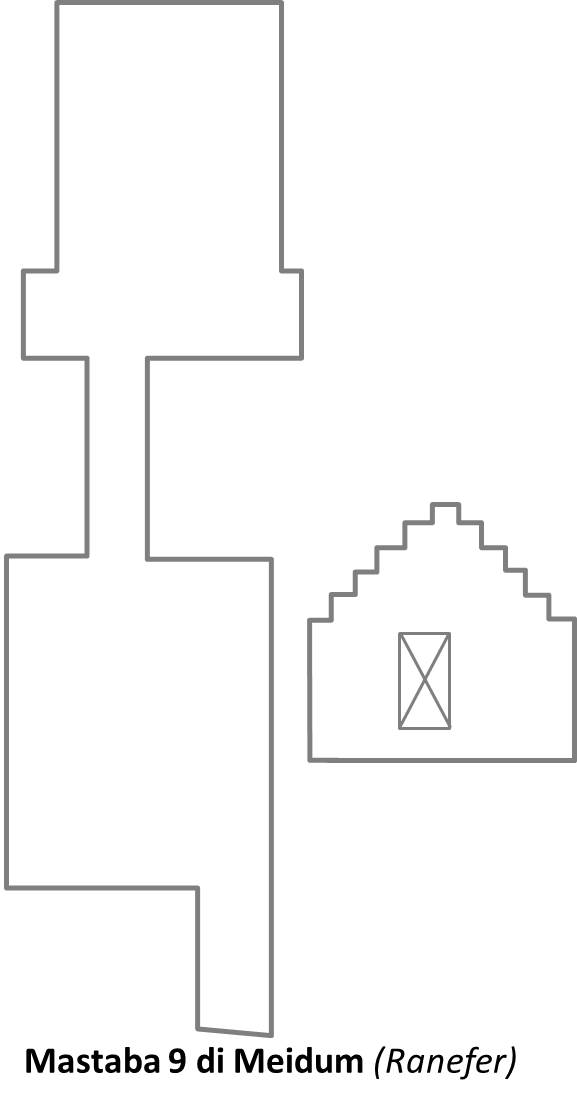
Planimetria schematica e sezione della mastaba n.ro 9 di Meidum

### La mastaba n.ro 9 di Meidum
Anche dal punto di vista della sepoltura, esistono perplessità giacché la mastaba n.ro 9 della necropoli di Meidum, oggi completamente crollata, venne assegnata da Auguste Mariette a Ranefer solo per piccole schegge recanti tracce del nome. La mummia di Ranefer (?) era poggiata a un muro, sdraiata sul fianco sinistro, il corpo disteso; la testa era stata staccata dal corpo da saccheggiatori e ricomposta nella sua posizione anatomica solo appoggiandola su una pietra; il bendaggio era stato strappato e lo stesso sistema di mummificazione appariva inusuale: il corpo era stato ridotto e le rotondità naturali erano state realizzate modellando resine, il tutto avvolto in uno strato di bende di lino fino. Sopracciglia e occhi erano stati disegnati sull'involucro esterno e non vennero rinvenute tracce di sarcofagi di alcun genere; gli organi interni erano stati imbalsamati separatamente con resine e avvolti in lino e vennero rinvenuti, ridotti in un ammasso informe e molto danneggiati da insetti. Non vennero rinvenute tracce di contenitori  che avessero originariamente contenuto i visceri. In un angolo della camera sepolcrale si trovava un pozzo verticale che presentava palesi tracce di saccheggio e che Flinders Petrie ipotizzò essere l'accesso all'appartamento sotterraneo della moglie di Ranefer, ma non esplorò perché ricolmo di detriti e immondizie

### Annotazioni
1. ↑  La stessa esistenza di un principe di tale nome viene messa in dubbio.
2. ↑  Unico riferimento alla paternità del re Snofru, e quindi al suo diretto predecessore, deriva da quanto riportato nel Papiro Prisse contenente le "Istruzioni per Kagemni".
3. ↑  L'indecisione sull'effettiva ascendenza materna, ma anche paterna, del principe Renefer deriva, intanto, dal fatto che fin dall'Antico Regno era diffusa l'usanza di onorare i nobili assegnando loro il titolo onorifico di "figlio del Re". Del resto, anche l'identificazione di Hetepheres come moglie di Huni si ricava esclusivamente dalla presenza del nome del re su oggetti e mobilio presenti nella tomba intatta della regina scoperta nel 1902.
4. ↑  La lettera apposta, in tempi moderni, accanto al nome serve a differenziare, in caso di omonimia, personaggi dello stesso periodo, o addirittura della stessa famiglia.
5. ↑  Con l'Antico Regno si inizia la pratica di seppellire i cadaveri in posizione distesa e non più rannicchiati, in posizione fetale. In tal senso, delle mummie trovate nella necropoli di Meidum, 13 erano in posizione rannicchiata e solo due, Ranefer e un'altra, erano invece distese.
6. ↑  Con l'Antico Regno ha inizio la pratica di rimuovere gli organi interni che, imbalsamati, vengono tuttavia riposti in una cassetta a quattro scomparti. Un esempio di tale usanza può rilevarsi proprio nel corredo funebre della regina Hetepheres I. Di fatto l'uso dei vasi canopi venne successivamente introdotto a partire dal Medio Regno, ma in tale periodo i coperchi rappresentano una testa umana. Perché si giunga ai vasi canopi con coperchi rappresentanti i quattro Figli di Horus si dovrà attendere il Nuovo Regno.

### Fonti
1. ↑  Dodson e Hilton 2004,  p. 61.
2. ↑  Dodson e Hilton 2004,  p. 51.
3. ↑  Cimmino 2003, pp. 74-75.
4. ↑  Dodson e Hilton 2004,  p. 52.
5. ↑  Dodson e Hilton 2004,  pp. 52-53.
6. ↑  Petrie 1892, p. 17.
7. ↑  Petrie 1892, p. 18.